# Kapplasse naturreservat
Kapplasse är ett naturreservat i Tierps kommun, Uppsala län som ligger längst ut på Hållnäshalvön. Reservatet ska bevara klapperstensfält.

Området är naturskyddat sedan 1971 och är 82 hektar stort.

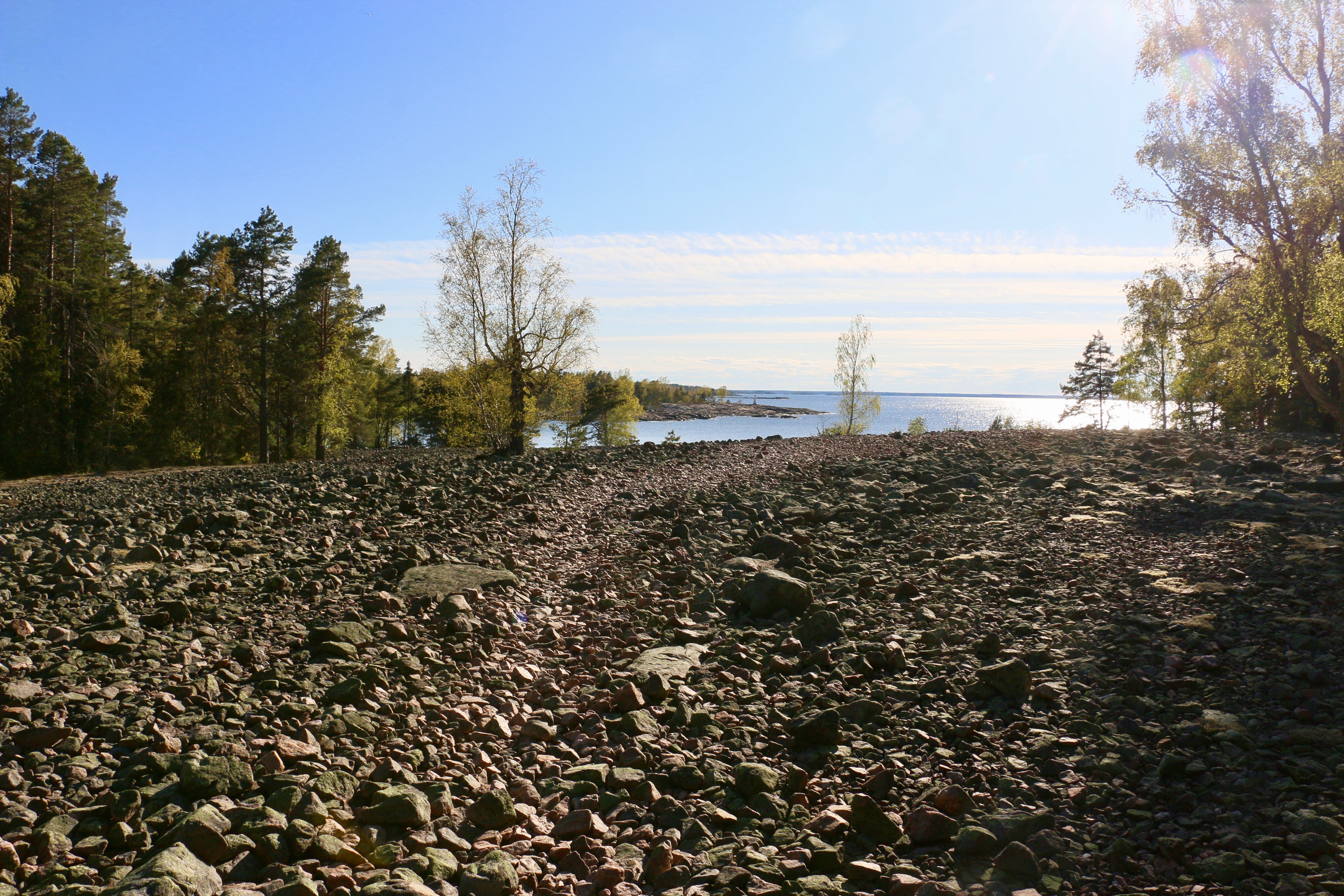
Klapperstensfält i Kapplasse.